# كفر أبو نبهان
قرية كفر أبونبهان هي إحدى القرى التابعة لمركز ميت غمر في محافظة الدقهلية في جمهورية مصر العربية. حسب إحصاءات سنة 2006، بلغ إجمالي السكان في كفر أبونبهان 5731 نسمة، منهم 2886 رجل و2845 امرأة.